# Euthalia nivepicta
Euthalia nivepicta är en fjärilsart som beskrevs av Hans Fruhstorfer 1897. Euthalia nivepicta ingår i släktet Euthalia och familjen praktfjärilar. Inga underarter finns listade i Catalogue of Life.